# Tetracera madagascariensis
Tetracera madagascariensis är en tvåhjärtbladig växtart som beskrevs av Carl Ludwig von Willdenow och Schlecht. Tetracera madagascariensis ingår i släktet Tetracera och familjen Dilleniaceae. Inga underarter finns listade i Catalogue of Life.